# 1960 في ألمانيا
فيما يلي قوائم الأحداث التي وقعت خلال عام 1960 في ألمانيا.

## سياسة

### تعيين في المنصب
- 1 يناير – هانس فيلبينغر عضو مجلس الشورى الموحد بادن فورتمبيرغ  [لغات أخرى]‏.
- 1 نوفمبر – فرانتس مايرز رئيس البوندسرات.

### انتهاء فترة المنصب
- 23 ديسمبر – ماكس براور عمدة هامبورغ  [لغات أخرى]‏.

## رياضة
- 1 يناير – بطولة العالم لسباق الدراجات على الطريق 1960
- 1 يناير – بطولة العالم للدراجات على المضمار 1960

## مواليد

### يناير
- 1 يناير – برونو ايكارت فيزيائي ألماني.
- 1 يناير – يان كونيفكه كاتب ألماني.
- 18 يناير – راينر بلوم لاعب هوكي جليد ألماني.
- 20 يناير – فولك بودن دراج ألماني.

### فبراير
- 3 فبراير – يواخيم لوف مدرب المنتخب الألماني لكرة القدم.
- 7 فبراير – مايكل ماركس دراج ألماني.
- 12 فبراير – توماس بارث دراج ألماني.

### مارس
- 27 مارس – هانس بفلوغلر لاعب كرة قدم ألماني.

### أبريل
- 13 أبريل – أولاف لودفيغ دراج ألماني.
- 13 أبريل – رودي فولر لاعب كرة قدم ألماني.
- 26 أبريل – ماركوس هيرينغ ممثل ألماني.

### مايو
- 20 مايو – بيرند هوبر عالم اقتصاد ألماني.
- 21 مايو – أوليفيا كلاينكنيشت كاتبة سويسرية.

### يونيو
- 4 يونيو – أندريه فيرنر ملحن ألماني.
- 20 يونيو – ارمين جرونوالد فيزيائي ألماني.

### يوليو
- 21 يوليو – فريتز والتر لاعب كرة قدم ألماني.
- 28 يوليو – هارالد ليش عالم فلك ألماني.

### أغسطس
- 3 أغسطس – إلين بيكر مُجدّفة ألمانية.
- 31 أغسطس – توماس برينكمان سياسي ألماني.

### سبتمبر
- 6 سبتمبر – شتيفان إنغلز لاعب كرة قدم ألماني.
- 14 سبتمبر – كريستيان بيتزولد
- 26 سبتمبر – أوفه باين لاعب كرة قدم ألماني.
- 27 سبتمبر – جان مارك بار

### أكتوبر
- 9 أكتوبر – روزفيتا هارينج كاتبة ألمانية.
- 20 أكتوبر – ماركو أوستوجا لاعب كرة مضرب كرواتي.

### نوفمبر
- 9 نوفمبر – أندرياس بريمه لاعب كرة قدم ألماني.
- 15 نوفمبر – سوزان لوثار ممثلة ألمانية.
- 27 نوفمبر – آيكه إيمل لاعب كرة قدم ألماني.

### ديسمبر
- 5 ديسمبر – غونتر هرمان لاعب كرة قدم ألماني.
- 10 ديسمبر – مايكل ويسويج مصوّر سينمائي ألماني.

## وفيات

### يناير
- 1 يناير – غوتفريد أمير لانغينبرغ (مواليد 1897) سياسي ألماني.
- 25 يناير – بينو غوتنبرغ (مواليد 1889)

### فبراير
- 29 فبراير – إدغار ماير (مواليد 1879) فيزيائي ألماني.

### أبريل
- 24 أبريل – ماكس فون لاوي (مواليد 1879) فيزيائي ألماني.
- 26 أبريل – فولفغانغ مولر (مواليد 1922) ممثل ألماني.

### مايو
- 15 مايو – رودولف اشتروطمن (مواليد 1877)
- 27 مايو – ألفرد أرنولد (مواليد 1888) سياسي ألماني.

### يونيو
- 25 يونيو – فالتر بادي (مواليد 1893) عالم فلك ألماني.

### يوليو
- 6 يوليو – هانس ويلزدورف (مواليد 1881)
- 8 يوليو – أوتو رينر (مواليد 1883)
- 16 يوليو – ألبرت كسلرنغ (مواليد 1885) عسكري ألماني.
- 24 يوليو – ليونتينه فون فينترفيلد بلاتن (مواليد 1883) كاتبة ألمانية.

### سبتمبر
- 7 سبتمبر – فيلهلم بيك (مواليد 1876) سياسي ألماني.

### نوفمبر
- 6 نوفمبر – إريش رايدر (مواليد 1876) ضابط بحري ألماني.
- 13 نوفمبر – ألبرت فيشر (مواليد 1872)
- 17 نوفمبر – مارتن هاينريش غوستاف (مواليد 1881) عالم نبات ألماني.